# Graomys domorum
Graomys domorum је врста глодара из породице хрчкова (Cricetidae).

## Распрострањење
Врста има станиште у Аргентини и Боливији.

## Станиште
Станишта врсте су шуме, планине и травна вегетација.

## Угроженост
Ова врста није угрожена, и наведена је као последња брига јер има широко распрострањење.